# Joost Ritman

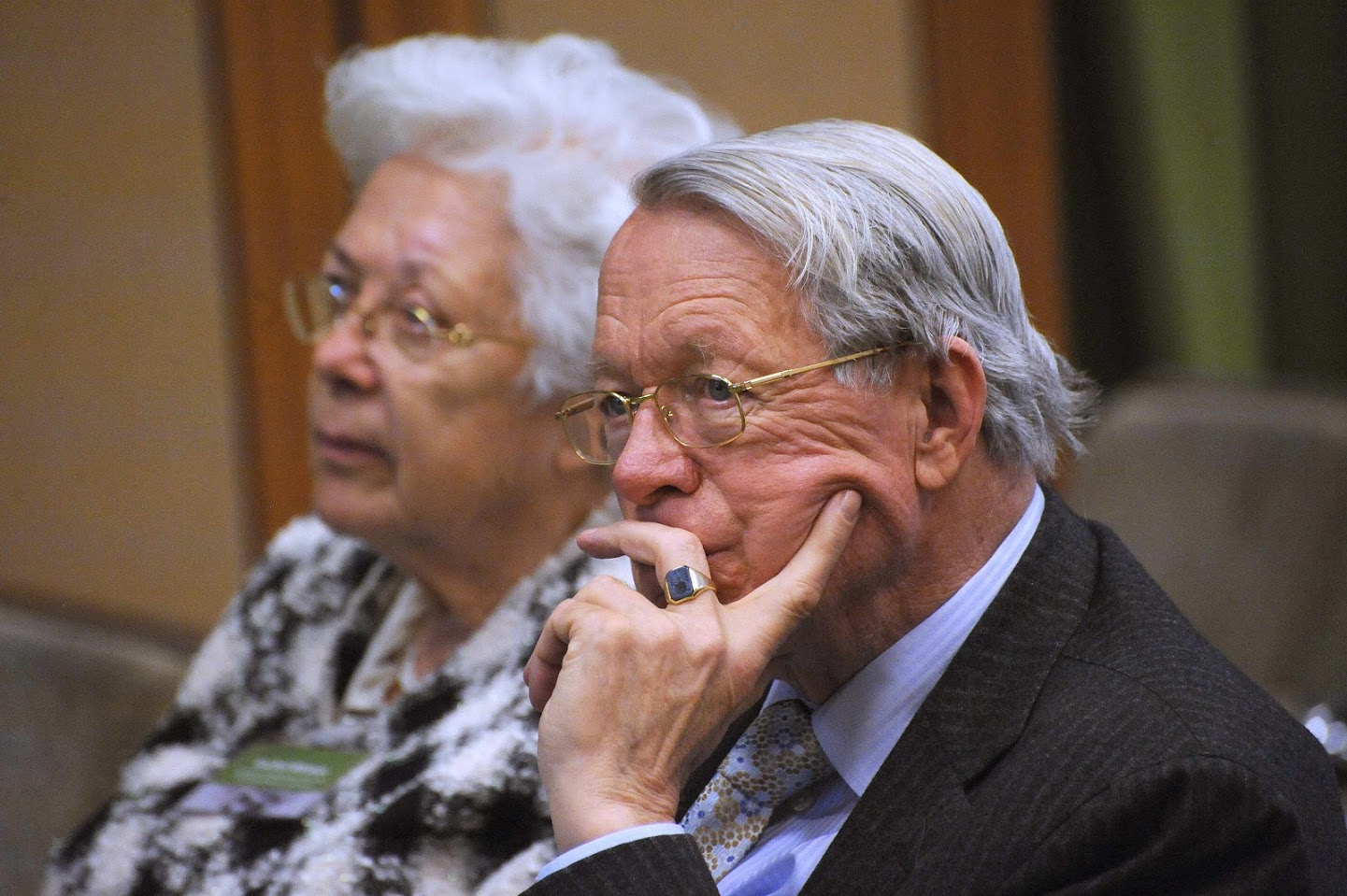
Joost Ritman (2017)

Joost R. Ritman (1941, Ámsterdam) es un hombre de negocios de los Países Bajos. Ritman hizo su fortuna con su empresa familiar De Ster, vendiendo vajilla de plástico para las compañías aéreas. Es el fundador de la Bibliotheca Philosophica Hermetica en Ámsterdam. Fue nombrado caballero de la Orden del León holandés en 2002.